# Брейлсфорд, Дейв
Сэр Дэвид Джон Брейлсфорд (англ. Sir David John Brailsford; родился 29 февраля 1964) — британский тренер по велоспорту и спортивный функционер, генеральный менеджер команды Ineos Grenadiers. Также является спортивным директором компании Ineos.

## Биография
Родился в Шердлоу (Дербишир), но вырос в северном Уэльсе. Занимался велосипедным спортом. Учился в Честерском колледже и Шеффилдском университете. Тренировал сборные Великобритании по шоссейным и трековым велогонкам. За восемь золотых медалей, полученных британскими велогонщиками на летних Олимпийских играх и столько же золотых медалей на летних Паралимпийских играх в 2012 году Брейслфорд получил титул рыцаря.
В 2010 году возглавил команду Team Sky (в настоящее время — Ineos Grenadiers).
В 2018 году имя Брейлсфорда упоминалось в связи с допинговым скандалом в британском велоспорте.
В декабре 2021 года был назначен спортивным директором транснациональной химической компании Ineos, куда входят команды по велоспорту, парусному спорту, футболу, регби и Формуле-1.